# Larisa Merk
Larisa Viktorovna Merk (ryska: Лариса Викторовна Мерк), född den 16 mars 1971 i Novosibirsk i Ryska SFSR, är en rysk före detta roddare.
Hon tog OS-brons i scullerfyra i samband med de olympiska roddtävlingarna 2000 i Sydney.